# Libero (blemærke)
 For alternative betydninger, se Libero. (Se også artikler, som begynder med Libero)
Libero er et svensk blemærke. Varemærket ejes af Essity der har hovedsæde i Sverige.
| Tøj | Spire Denne artikel om tøj, sko eller lignende er en spire som bør udbygges. Du er velkommen til at hjælpe Wikipedia ved at udvide den. |